# جاذبه (فیلم)
گرانش یا جاذبه (به انگلیسی: Gravity) یک فیلم سه‌بعدی علمی–تخیلی و درام آمریکایی محصول سال ۲۰۱۳ به کارگردانی آلفونسو کوارون است که برای اولین بار در هفتادمین جشنواره فیلم ونیز در ماه اوت ۲۰۱۳ به نمایش درآمد.
ساندرا بولاک و جرج کلونی دو بازیگر اصلی این فیلم هستند. این فیلم در مراسم اسکار سال ۲۰۱۴ برنده هفت جایزه شد.

## خلاصهٔ داستان
یک مهندس پزشکی ناسا به نام رایان استون (با بازی ساندرا بولاک) در نخستین سفر خود به بیرون از کرهٔ زمین، به همراه فضانورد باتجربه مت کوالسکی (با بازی جرج کلونی)، دو نفر از اعضای یک تیم ۵ نفره از فضانوردان آمریکایی هستند که مأموریت آن‌ها تعمیر تلسکوپ هابل می‌باشد. در حین یکی از راهپیمایی‌های فضایی، پیغام اضطراری مبنی بر انهدام یکی از ماهواره‌های جاسوسی روسیه و پراکنده شدن تکه‌های بدنهٔ آن در فضا و برخورد آن‌ها با سایر ماهواره‌های موجود در جو زمین به آن‌ها مخابره می‌شود. پیغام دستوری مبنی بر دور شدن فضاپیما در اسرع وقت از آن محل است ولی به دلیل سرعت بسیار زیاد ترکش‌های انفجار، زمان زیادی برای فرار از صحنه باقی نمی‌ماند و هجوم ترکش‌ها منجر به انهدام فضاپیمای آمریکایی و کشته شدن سه فضانورد دیگر می‌شود. از این تیم تنها رایان استون و مت کوالسکی که زنده مانده‌اند، سعی می‌کنند به هر نحو ممکن جان خود را نجات دهند؛ این در حالی است که ذخیرهٔ اکسیژن لباس فضایی استون در حال تمام شدن است و ... .

## جوایز
این فیلم در مراسم اسکار ۲۰۱۴ موفق به دریافت هفت جایزه در رشته‌های بهترین تدوین، بهترین تدوین صدا، بهترین موسیقی متن، بهترین فیلم‌برداری، بهترین جلوه‌های ویژه، بهترین میکس صدا و بهترین کارگردانی شد.

## بازیگران
- ساندرا بولاک - دکتر رایان استون
- جرج کلونی - مت کوالسکی
- اد هریس - مامور کنترل ماموریت در هیوستون (صدا)
- فالدوت شارما - مهندس پرواز (صدا)
- امی وارن - کاپیتان ماموریت (صدا)
- بشیر ساوج - کاپیتان ایستگاه بین‌المللی فضایی (صدا)